# Resolutie 1940 Veiligheidsraad Verenigde Naties
Resolutie 1940 van de Veiligheidsraad van de Verenigde Naties werd op 29 september 2010 met unanimiteit van stemmen aangenomen door de VN-Veiligheidsraad. De resolutie hief het wapenembargo dat ten tijde van de burgeroorlog in 1998 tegen Sierra Leone was ingesteld weer op. Vervolgens werd meteen resolutie 1941 aangenomen die het UNIPSIL-kantoor in Sierra Leone verder verlengde.

## Achtergrond
In Sierra Leone waren al jarenlang etnische spanningen tussen verschillende bevolkingsgroepen. In 1978 werd het een eenpartijstaat met een regering die gekenmerkt werd door corruptie en wanbeheer van onder meer de belangrijke diamantmijnen. Intussen was in buurland Liberia al een bloedige burgeroorlog aan de gang, en in 1991 braken ook in Sierra Leone vijandelijkheden uit. In de volgende jaren kwamen twee junta's aan de macht, waarvan vooral de laatste een schrikbewind voerde. Zij werden eind 1998 met behulp van buitenlandse troepen verjaagd, maar begonnen begin 1999 een bloedige terreurcampagne. Pas in 2002 legden ze de wapens neer.

## Inhoud

### Waarnemingen
In 1998 was middels resolutie 1171 een wapenembargo opgelegd tegen (de rebellen in) Sierra Leone, waarvan enkel de overheid uitgesloten was. Toen was ook bepaald dat dit embargo pas zou worden opgeheven als die overheid opnieuw de controle had over het gehele land en de rebellen ontwapend waren. Men had nu een brief ontvangen waarin Sierra Leone vroeg om de maatregelen op te heffen.
De Veiligheidsraad vroeg nog om de overgave van en internationale samenwerking die moest leiden tot de arrestatie van rebellenleider Johnny Paul Koroma, ingeval deze nog in leven zou zijn.

### Handelingen
De Veiligheidsraad:
1. Besluit de maatregelen die zijn opgelegd middels resolutie 1171 onmiddellijk te beëindigen.
2. Besluit voorts het comité dat is opgericht middels resolutie 1132 te ontbinden.

## Verwante resoluties
- Resolutie 1829 Veiligheidsraad Verenigde Naties (2008)
- Resolutie 1886 Veiligheidsraad Verenigde Naties (2009)
- Resolutie 1941 Veiligheidsraad Verenigde Naties
- Resolutie 1971 Veiligheidsraad Verenigde Naties (2011)

Lijst ·  1908 ·  1909 ·  1910 ·  1911 ·  1912 ·  1913 ·  1914 ·  1915 ·  1916 ·  1917 ·  1918 ·  1919 ·  1920 ·  1921 ·  1922 ·  1923 ·  1924 ·  1925 ·  1926 ·  1927 ·  1928 ·  1929 ·  1930 ·  1931 ·  1932 ·  1933 ·  1934 ·  1935 ·  1936 ·  1937 ·  1938 ·  1939 ·  1940 ·  1941 ·  1942 ·  1943 ·  1944 ·  1945 ·  1946 ·  1947 ·  1948 ·  1949 ·  1950 ·  1951 ·  1952 ·  1953 ·  1954 ·  1955 ·  1956 ·  1957 ·  1958 ·  1959 ·  1960 ·  1961 ·  1962 ·  1963 ·  1964 ·  1965 ·  1966